# Козловка (Волгоградська область)
Козловка (рос. Козловка) — село у Руднянському районі Волгоградської області Російської Федерації.
Населення становить 454  особи. Входить до складу муніципального утворення Козловське сільське поселення.

## Історія
Село розташоване у межах українського історичного та культурного регіону Жовтий Клин.
Згідно із законом від 21 грудня 2004 року № 968-ОД органом місцевого самоврядування є Козловське сільське поселення.

## Населення
| 2010 | 2012 | 2013 | 2014 | 2015 | 2016 | 2017 |
| ---- | ---- | ---- | ---- | ---- | ---- | ---- |
| 490  | ↘479 | →479 | ↘477 | ↘464 | ↗465 | ↘454 |